# Брандес, Генрих Георг
Генрих Георг Брандес (1803—1868) — немецкий живописец.

## Биография

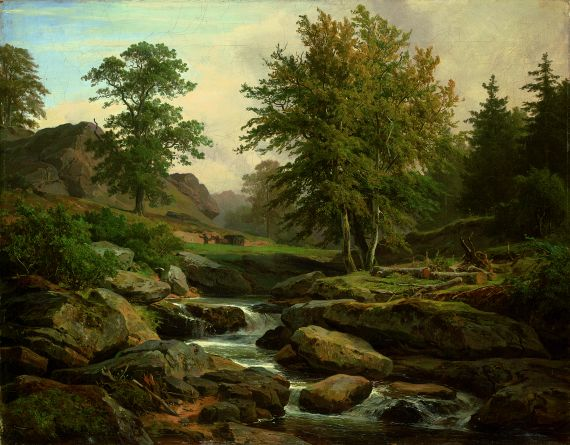
Пейзаж

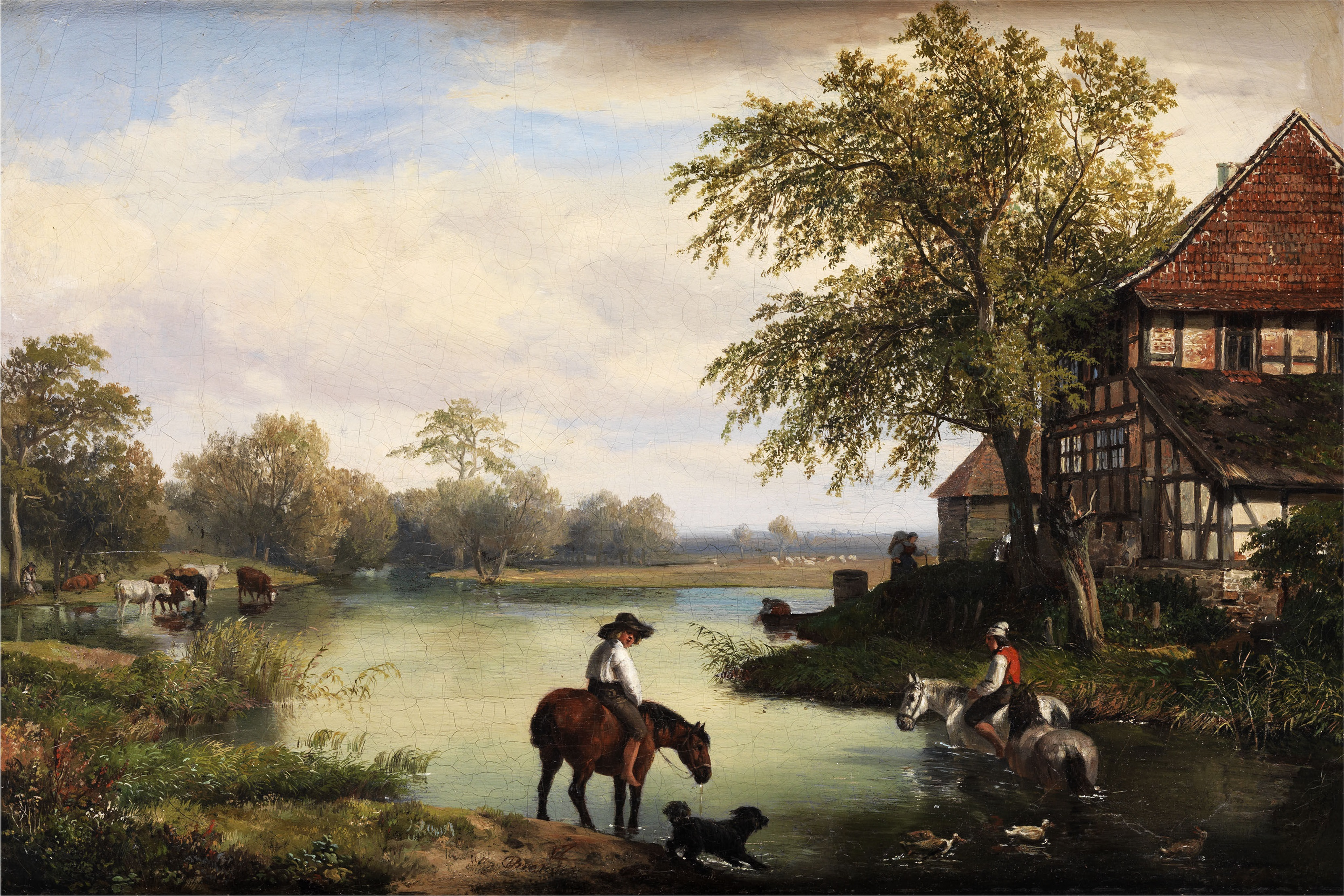
Всадники на реке

С 1823 по 1825 год обучался в Мюнхенской академии художеств под руководством Петера фон Корнелиуса.
Посвятил себя исторической живописи, но затем полностью состредоточился на пейзажах. Римская Кампания
После Академии отправился в Тироль. Его картины баварских гор принесли художнику репутацию прекрасного пейзажиста. Создал ряд натюрмортов и портретов.
В 1830-м он побывал в Италии, и много времени провёл в Риме. По возвращении на родину, поселился в Брауншвейге, где стал преподавателем живописи и рисунка, а также хранителем галереи в музее герцога Антона Ульриха.
В 1845 году, вместе с Нейманном, он восстановил фрески в Брауншвейгском соборе.
В 1854 году стал профессором. 
Работы художника ныне хранятся в Городском музее Брауншвейга и музее герцога Антона Ульриха.
Умер в Брауншвейге 6 октября 1868 года.

## Избранные картины
|  |  |  |  |